# Dekanat stężycki
Dekanat Stężyca – jeden z 30 dekanatów w rzymskokatolickiej diecezji pelplińskiej. Dziekanem dekanatu jest ks. Krzysztof Koch.

## Parafie
W skład dekanatu wchodzi 9 parafii:
- Parafia Najświętszego Serca Pana Jezusa – Brodnica Górna
- Parafia Najświętszej Maryi Panny Częstochowskiej – Gołubie
- Parafia Najświętszej Maryi Panny Matki Miłosierdzia – Klukowa Huta
- Parafia Wniebowzięcia Najświętszej Maryi Panny – Mściszewice
- Parafia Matki Bożej Nieustającej Pomocy – Skorzewo
- Parafia św. Katarzyny Aleksandryjskiej – Stężyca
- Parafia Świętej Trójcy – Sulęczyno
- Parafia św. Teresy od Dzieciątka Jezus – Szymbark
- Parafia św. Józefa – Wygoda Łączyńska

## Sąsiednie dekanaty
Bytów, Kartuzy, Kolbudy (archidiec. gdańska), Kościerzyna, Łupawa, Sierakowice